# 1er septembre 1990
Le samedi 1er septembre 1990 est le 244e jour de l'année 1990.

## Naissances
- Abdeljalil Jbira, joueur de football marocain
- Aisling Loftus, actrice anglaise
- Aminath Rouya Hussain, nageuse maldivienne
- Ann Sophie, chanteuse allemande
- C.J. Aiken, joueur de basket-ball américain
- Federico Pellegrino, fondeur valdôtain
- Francesco Manuel Bongiorno, coureur cycliste italien
- Guélor Kanga, footballeur international gabonais
- Keny Bran Ourega, chanteur, auteur-compositeur, comédien et chef de chœur Gospel français
- Luca De Aliprandini, skieur alpin italien
- Mélanie René, chanteuse suisse
- Michael Hefele, footballeur allemand
- Nikita Ieremine, joueur russe de volley-ball
- Richard Handley, coureur cycliste britannique
- Stanislav Tecl, footballeur tchèque

## Décès
- Arnoldo Gabaldón (né le 1er mars 1909), médecin, chercheur et homme politique vénézuélien
- Edwin O. Reischauer (né le 15 octobre 1910), diplomate américain
- Geir Hallgrímsson (né le 16 décembre 1925), homme d'État islandais
- Jacques Spacagna (né le 24 janvier 1936), peintre et poète français
- Madeleine Seltzer (née le 19 janvier 1894), infirmière française et fondatrice d'institution médicale
- Pierre Brocca (né le 4 janvier 1925), joueur de boules français
- Pierre Watrin (né en 1918), réalisateur, animateur et illustrateur français

## Événements
- Allongement du métro de Los Angeles avec l'ouverture des stations : 5th Street, Downtown Long Beach et Pacific

- Sortie de la chanson Ai wa Katsu de KAN
- Sortie de la chanson Room a Thousand Years Wide du groupe grunge Soundgarden
- Sortie de la chanson Sliver du groupe américain de grunge Nirvana

- Sortie de l'album Aion de Dead Can Dance
- Sortie de l'album Never, Neverland du groupe de thrash metal canadien Annihilator
- Sortie de l'album live Without a Net du Grateful Dead

- Publication du roman La Machine à différences de William Gibson et Bruce Sterling
- Sortie des recueils de nouvelles Minuit 2 et Minuit 4 de Stephen King

- Création du journal tchèque Mladá fronta DNES

- Sortie du jeu vidéo Time Lord
- Sortie du jeu vidéo Low G Man: The Low Gravity Man